# Hyundai Marcia
Hyundai Marcia — середньорозмірний седан, що випускався південнокорейською компанією Hyundai Motor Company з 1995 по 1998 рік. Marcia була вперше представлена в Сеулі в 1995 році. 

## Опис

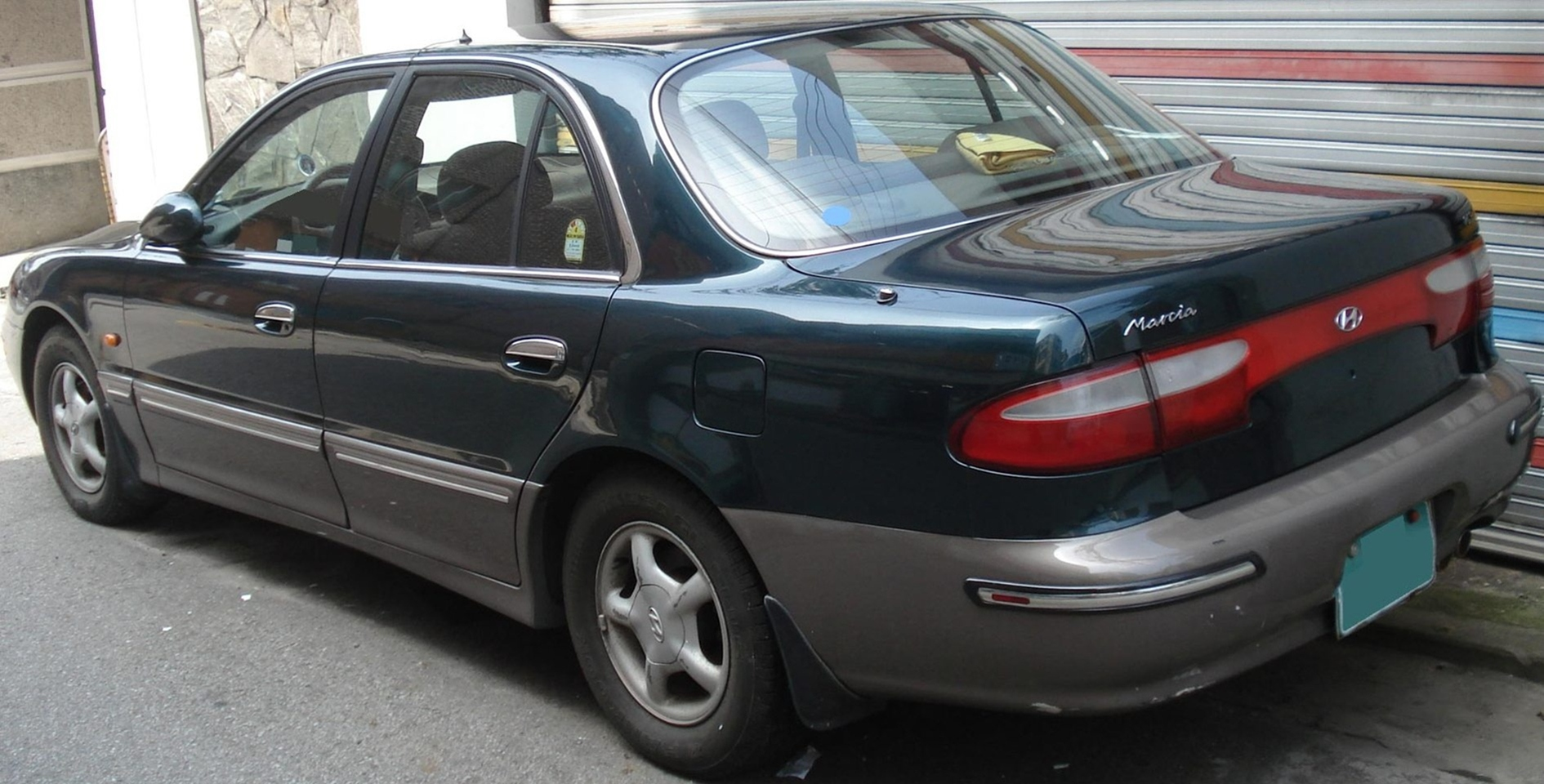

Вона була вдосконаленою версією Hyundai Sonata третього покоління, з відмінністю в оформленні передніх фар, капота, решітки радіатора, бампера і задніх ліхтарів. Також відзначився інтер'єр автомобіля — були додані хромовані окантовки шкал панелі приладів, а також вставки «під дерево».
Marcia могла оснащуватися чотирициліндровим рядним двигуном об'ємом 2,0 л (147 к.с.) або V-подібним шестициліндровим 2,5-літровим мотором потужністю 173 к.с.
Більше число Hyundai Marcia оснащувалися пневматичною задньою підвіскою з електронним управлінням. Базова комплектація могла похвалитися електропакетом і клімат-контролем. Багато вузли та агрегати дісталися автомобілю з другої і третьої «Сонати».
Автомобіль продавався тільки на внутрішньому ринку Південної Кореї обмеженим випуском. 